# Chorente (Bóveda)
Chorente es un lugar de la parroquia de Ribas Pequenas, en el municipio de Bóveda, en la provincia de Lugo, España.
Se encuentra a 332 metros de altitud junto al río Mao. En 2015 tenía una población de 14 habitantes, 6 hombres y 8 mujeres.